# James Beverley Sener

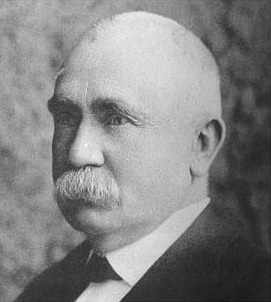
James B. Sener

James Beverley Sener (* 18. Mai 1837 in Fredericksburg, Virginia; † 18. November 1903 in Washington, D.C.) war ein US-amerikanischer Politiker. Zwischen 1873 und 1875 vertrat er den Bundesstaat Virginia im US-Repräsentantenhaus.

## Werdegang
James Sener besuchte private Schulen und studierte danach an der University of Virginia in Charlottesville. Nach einem anschließenden Jurastudium am Washington College, der späteren Washington and Lee University, und seiner 1860 erfolgten Zulassung als Rechtsanwalt begann er in Fredericksburg in diesem Beruf zu arbeiten. Im selben Jahr wurde er Sheriff seiner Heimatstadt. Zwischen 1863 und 1865 übte er das Amt des Sergeant of the city of Fredericksburg aus. Während des Bürgerkrieges war Sener für die Presseagentur Southern Associated Press tätig. In dieser Eigenschaft bekleidete er zeitweise General Robert E. Lee, um von dessen Feldzügen zu berichten. Im Jahr 1865 gab er die Zeitung Fredericksburg Ledger heraus. Nach dem Bürgerkrieg schloss er sich der Republikanischen Partei an. Im Juni 1872 war er Delegierter zur Republican National Convention in Philadelphia, auf der Präsident Ulysses S. Grant zur Wiederwahl nominiert wurde.
Bei den Kongresswahlen des Jahres 1872 wurde Sener im ersten Wahlbezirk von Virginia in das US-Repräsentantenhaus in Washington gewählt, wo er am 4. März 1873 die Nachfolge von John Critcher antrat. Da er im Jahr 1874 dem Demokraten Beverly B. Douglas unterlag, konnte er bis zum 3. März 1875 nur eine Legislaturperiode im Kongress absolvieren. In dieser Zeit war er Vorsitzender des Ausschusses zur Kontrolle der Ausgaben des Justizministeriums. Nach dem Ende seiner Zeit im US-Repräsentantenhaus praktizierte James Sener wieder als Anwalt. Zwischen 1878 und 1882 war er Oberster Richter im Wyoming-Territorium. Er starb am 18. November 1903 in der Bundeshauptstadt Washington und wurde in Fredericksburg beigesetzt.